# Asura ruptifascia
Asura ruptifascia là một loài bướm đêm thuộc phân họ Arctiinae, họ Erebidae.